# 山谷ジャンクション

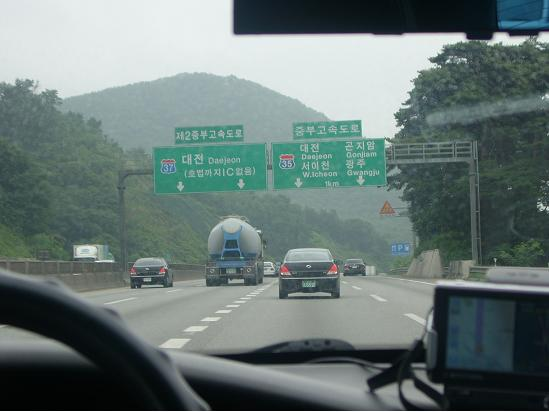
左から1、2車線:第二中部高速道路（戸法JCTまでICなし）、大田方面3車線：統営-大田・中部高速道路、大田、西利川、昆地岩、広州方面

山谷ジャンクション（サンコクジャンクション）は大韓民国京畿道河南市にある、統営-大田・中部高速道路（35号線）と第二中部高速道路（37号線）を接続するジャンクションである。なお、中部高速道路（晋州方面）からの第二中部高速道路への出入りはできない。

## 接続している路線

### 晋州方面
- 第二中部高速道路（41番）

## 隣
中部高速道路
(40) 広州IC - (41) 山谷JCT - 東ソウルTG - (42) 河南IC
第二中部高速道路
(39-1) 京畿広州JCT - (41) 山谷JCT